# Андорра на зимових Олімпійських іграх 1988
Андорра брала участь у Зимових Олімпійських іграх 1988 року у Калгарі (Канада), але не завоювала жодної медалі. Країну представляли 4 спортсмени (2 чоловіки та 2 жінки) в одному виді спорту.

## Результати змагань

### Гірськолижний спорт
Чоловіки
| Спортсмен     | Змагання           | Спуск 1 | Спуск 2 | Всього  | Всього |
| Спортсмен     | Змагання           | Час     | Час     | Час     | Місце  |
| ------------- | ------------------ | ------- | ------- | ------- | ------ |
| Ґерард Ескода | Супергігант        |         |         | DNF     | —      |
| Нагум Оробітг | Супергігант        |         |         | 1:53.22 | 38     |
| Ґерард Ескода | Гігантський слалом | 1:13.84 | DSQ     | DSQ     | —      |
| Ґерард Ескода | Слалом             | DNF     | —       | DNF     | —      |

Жінки
| Спортсмен       | Змагання           | Спуск 1 | Спуск 2 | Всього  | Всього |
| Спортсмен       | Змагання           | Час     | Час     | Час     | Місце  |
| --------------- | ------------------ | ------- | ------- | ------- | ------ |
| Сандра Ґро      | Супергігант        |         |         | 1:33.65 | 40     |
| Клаудіна Россел | Супергігант        |         |         | 1:30.78 | 38     |
| Сандра Ґро      | Гігантський слалом | 1:10.01 | 1:19.22 | 2:29.23 | 26     |
| Клаудіна Россел | Гігантський слалом | 1:06.16 | DNF     | DNF     | —      |
| Сандра Ґро      | Слалом             | 1:00.09 | 58.35   | 1:58.44 | 23     |